# Eudendrium deforme
Eudendrium deforme är en nässeldjursart som beskrevs av Gustav Hartlaub 1905. Eudendrium deforme ingår i släktet Eudendrium och familjen Eudendriidae. Inga underarter finns listade i Catalogue of Life.